# 周文彬
周文彬（1908年9月23日—1944年10月16日），原名金成镐，朝鲜族，中共冀热边特委组织部长，开滦五矿大罢工和武装大暴动领导人，京兆通县（今北京通州区）首个中共党支部创始人，2015年8月入选著名抗日英烈、英雄群体名录。
1908年9月23日，周文彬生于朝鲜平安北道义州郡独立运动志士家庭，幼年随家人入中国籍，1926年加入中国共产党，1927年创建通县首个中共党支部。1938年，周文彬在任中共唐山市工委书记期间，组织领导了开滦五矿大罢工和武装大暴动，后带领举义队伍加入冀东抗日联军，历任冀东地委书记兼八路军第一支队政治部主任，冀热察区党委冀东区党委组织部长，兼任丰滦迁抗日联合县县委书记，冀热边特委常委和组织部长等职，1944年10月16日在杨家铺战斗中牺牲。

## 出身

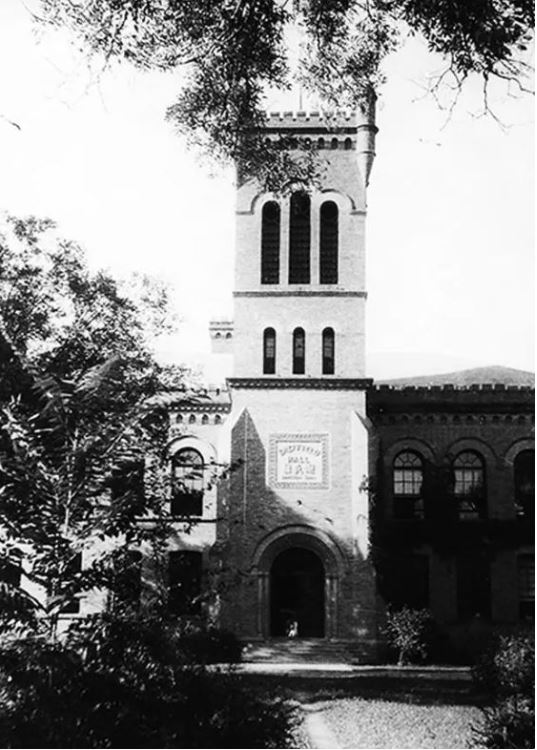
潞河中学旧照

1908年9月23日，金成镐出生于朝鲜平安北道义州郡一个农民家庭，在家中兄妹6人中排行第四，上有一个姐姐和两个哥哥，下有一个弟弟和一个妹妹（在中国出生）。他的父亲金基昌是位韩国独立运动志士。1911年12月，金基昌在105人事件期间被捕，后被流放至巨文岛。一年后，他得以越狱流亡中国上海，几经辗转后定居今北京市通州区复兴庄。此后，金基昌让人托信给家人。1914年，金成镐的母亲带着几个儿子来到北京与金基昌团聚（大女儿当时已经在朝鲜嫁人，没有来中国）:2-6。不久，金家加入中国国籍:10:186。1916年，金成镐进入潞河小学学习，1922年升入通县潞河中学:11-13。金成镐的两个哥哥和一个弟弟也都就读于潞河中学。大哥金承镐曾考入医学院，后因患肺病退学在家。二哥金永镐曾在1923年和1925年作为中国队成员参加在日本大阪和菲律宾马尼拉举行的第六次和第七次远东运动会，并在第七次远东运动会上取得田径十项第四名的成绩:154。金家兄弟几人早年都热衷于抗日救国运动，经常阅读《新青年》、《每周评论》、《工人周刊》等革命期刊与文章:18-20。

## 通县首个中共党支部
1925年6月25日，金基昌参加了京郊农民反帝示威游行运动。同年11月，金成镐与二哥金永镐一起参加了北京推翻段祺瑞政府的“首都革命”。此后，金永镐与北京大学中共组织取得联系，1926年三一八惨案后加入中国共产党。同年7月，金成镐在金永镐的介绍下也加入中国共产党。不久，金永镐被李大钊派往黄埔军校学习，后参加北伐战争。离别前，金永镐给成镐留下了创建潞河党支部的任务。为避免校方的干涉和当时控制通县的奉系军阀的镇压，金成镐先成立一个“社会主义科学学习小组”，组织进步青年学习马克思主义知识，对外称“社会学学习小组”。首批组员包括张珍、康景新、宏庆隆和他的四第金祥镐等十几人。1927年夏，张珍、康景新、张树棣、宏庆隆、金祥镐等小组成员被发展成为中共党员，后成立中共潞河支部。金成镐任党支部书记:18-27:9。这是中国共产党在通县建立的首个党支部。
1928年2月，潞河中学中心党支部成立，金成镐任书记。党支部通过开办夜校组织周边工人学习文化和革命道理，并将党组织扩展到通縣男师、女师两校。同年4月，潞河中学学生自治会改选，校内奉系军阀势力制订了候选人名单，试图控制自治会领导权。金成镐带领支部党员展开了针锋相对的斗争，最终使自治会领导权落在支部党员手中。同年5月济南惨案后，潞河中学中心党支部成立了“反帝大同盟”，成功组织发动学生和一些市民参加抗日大游行。1928年夏，金成镐和其它支部党员在毕业典礼结束后准备在家中举行一个茶话会。由于有人告发他们是共产党，金成镐与康景新、张树棣三人被军警逮捕。三人在被审讯期间矢口否认是共产党。由于缺乏证据，两天后，在张珍的协调下，校方在社会舆论的支持下最终将三人救出。:32-43:9-14

## 地下党

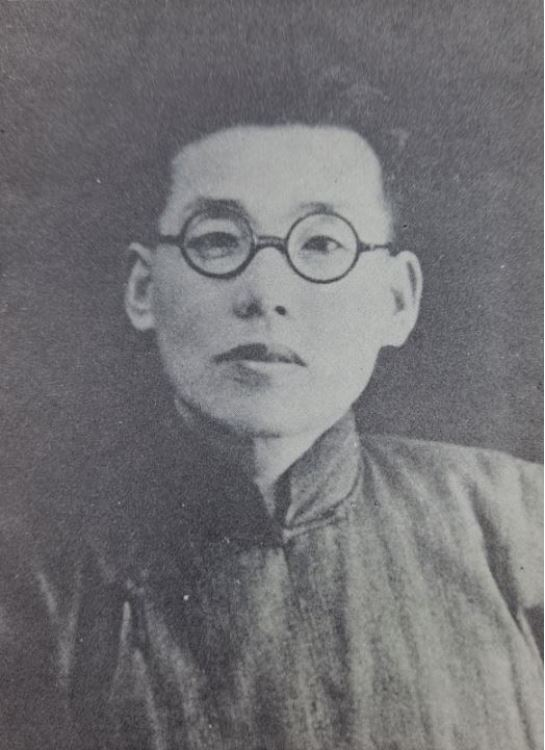
中共河北省委员会书记兼天津市委书记李铁夫

中学毕业后，张珍和金祥镐考入了燕京大学理学院，宏庆隆考进了辅仁大学。学习成绩名列前茅的金成镐却根据中共党组织的安排，选择放弃考大学，化名“周文彬”成为一名中共地下党。为方便工作，他从通县搬至北平海淀区，并开办一个牧场，通过养羊资助弟弟和妹妹上学和党组织活动经费。他与张珍和宏庆隆继续保持着党支部组织关系，经常把相关中共文件带给张珍等人，通过他们分发给大学里的学生。张珍因家里经济困难，被父亲要求退学。周文彬听说辅仁大学正在招一名免学杂费和膳食费的工读生，就介绍他去考，使张珍得以在辅仁大学半工半读完成学业:49-60。1930年夏，由于大量共产党员因左倾冒险运动被逮捕，周文彬的身份被暴露。多亏隔壁张大伯的帮助，他得以躲开特务的逮捕。此后，他被调往抚顺煤矿从事工运工作。1932年年底，他返回北平。在他的倡议下，当时已毕业留校的张珍在辅仁大学成立了“化学社”和“科学生活”，培养、聚拢军工方面的人才，研制炸药、防毒面具等:54-62:37-53。
周文彬与另一位来自朝鲜的中共干部河北省宣传部长李铁夫关系密切。1933年7月，李铁夫被营救出狱后，对时任中共领导人王明的左倾错误进行了反省。1934年，他完成了十篇批判左倾错误思想的文章，得到周文彬和党内其它人的支持。但他的文章在河北省机关报《火线》发表后，遭到中央驻北方代表的批判，被打成“右倾机会主义反党份子”。周文彬作为“铁夫的信徒”与李铁夫一起被开除了中共党籍。1936年4月，刘少奇主持北方工作后，两人被平反。:65-73

## 开滦五矿同盟大罢工
1936年初夏，周文彬被李铁夫推荐给中共冀东领导人李运昌，后被任命为唐山市工委书记。在唐山，他以维修收音机、写字画像为掩护，发展党员，组建基层党组织。1937年12月，中共在滦县榛子镇召开会议决定让周文彬负责发动开滦工人罢工与暴动。1938年春，周文彬为更好地在矿工中开展工作，搬到唐山东郊赵各庄，在华东电料行作了一名电气设备修理师。当时的开滦煤矿处在英国人的管辖下，已经进关的日本人也是想尽方法能够占有该资源。开滦煤矿的矿工大多是来自各地的贫苦农民。他们以同乡会“锅伙”的形式各自组成帮派，各帮派之间很不团结，有时还会发生械斗。周文彬到矿区后，广泛团聚各帮派头领，宣传革命理念。矿山资本家发觉“锅伙”变得越发团结强大，试图挑拨帮派矛盾引发械斗。但由于周文彬的调解，矿工门最终化解内部矛盾，共同将矛头对准资本家。:74-83

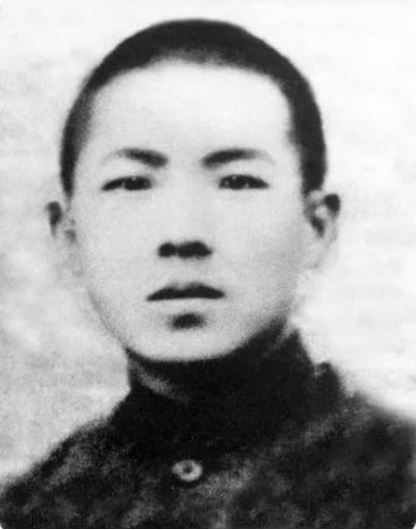
节振国——周文彬介绍加入中国共产党的抗日烈士

1938年3月12日，赵各庄矿矿长陈甲三宣布将于16日实行井下记工制，工人每天要多花两个小时在井上、井下两个牌子房办理7道计工手续。此举引发矿工们的强烈不满。周文彬借机组织矿工抵制井下记工制。16日，矿工们都纷纷不领工牌。17日，矿工们开始砸毁牌子房。21日晚，周文彬在赵各庄北山沟组织矿工头领开会商讨策略，决定在22日下午1点罢工。22日下午1点，赵各庄矿工首先举行罢工，随后林西矿和唐家庄相继宣布罢工。在东三矿罢工的带动下，唐山矿和马家沟矿也加入了罢工的队伍，形成五矿同盟大罢工的局面。畏惧矿工的罢工气势，英国人试图贿赂罢工委员会的刘青山和刘化亭来平息此次罢工。但在周文彬的领导下，矿工门很快就除掉了这两个工贼。英国人此后又试图联合日本人镇压开滦罢工，但日本人担心会引起抗日大暴动，对己不利，鉴于与英国人的矛盾，一直没有发兵。5月4日，英国人与矿工在经过14次谈判后，最终签订劳资协议16条。开滦五矿同盟大罢工胜利结束。:84-96:265-266:391-403

## 开滦矿工武装大暴动
开滦五矿同盟大罢工结束后，英国人联合日本人报复领导罢工的矿工领袖。蒋振元、节廷秀等人被杀害，节振国在拒捕时受伤，王家义等11人被捕。1938年6月，宋时轮和邓华的冀东挺进队进入冀热地区，收复兴隆等地。7月初，李运昌、洪麟阁、高志远在昌黎、滦县、乐亭、迁安、遵化等县发动有10万余人参加的冀东抗日大暴动，并与宋邓挺进队联合成立抗日联军。抗日联军的到来给冀东工人极大鼓舞。周文彬积极筹备工人武装暴动。日军发现他的活动后，派大批便衣到华东电料行抓人。幸亏有内线提前提供情报，周文彬得以在电料行赵老板的帮助下乔装文具小贩从特务的眼皮下走出电料行，后与李运昌在根据地会合。:97-99
1938年7月18日，周文彬和胡志发指挥2000余名工人接应抗联队伍挺进赵各庄。在节振国的带领下，工人们攻下了赵各庄警察所，缴获枪支弹药，后占领了赵各庄煤矿和古冶车站。20日，日军发兵镇压工人武装队。由于工人与日军力量悬殊，武装队转移到市郊。日军撤退后，工人武装队重返赵各庄，后攻克了唐家庄，队伍人数增至3000余人。由于缺乏作战经验，工人武装队在转移至北范各庄时被打散。周文彬率节振国队伍500余人转移到榛子镇与抗日联军会合。此后，这支队伍被改编为抗日联军工人特务大队。节振国任队长。在周文彬的宣传带动下，有超7000名工人加入冀东抗日联军。:99-102:266:42-45

## 冀东抗日根据地

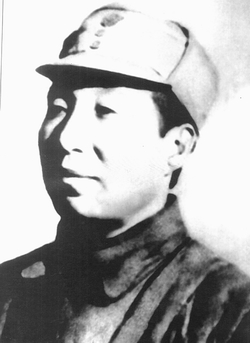
冀东大暴动领导人李运昌

1938年8月，冀东抗日联军和八路军四纵队在遵化铁厂会师，并召开“铁厂会议”，决定建立冀察热宁军区统一领导队伍，但在不久后的九间房会议又决定抗联和四纵队主力西撤去平西整训，只留三支小支队留守冀东。周文彬被任命为冀东地方委员会书记兼一支队政治部主任和军政委员会委员:139:109。随着抗日队伍主力的西撤，冀东抗日根据地遭到日军大规模围剿。为保存抗日力量，周文彬决定将队伍“化整为零，隐蔽到各老百姓家里”，得到大家支持，使兵力得到保存:109-115。1939年7月，冀东地委改为冀热察区党委冀东区党委，周文彬被任命为组织部长:141。
与此同时，西撤的抗日主力队伍遭遇重挫，在李运昌的带领下于1938年底返回冀东。1939年3月，周文彬在丰润县潘家峪组织冀东地委召开会议，将创建抗日根据地作为基本工作目标:126-127。同年10月，丰滦迁抗日联合县政府成立，周文彬兼任县委书记:187。同年11月至次年5月，日军发重兵先后5次围剿冀东抗日队伍。李运昌和周文彬率部经过330次的战斗使以丰滦迁抗日联合县为中心的冀东抗日根据地得到巩固。1940年1月，李运昌和周文彬在遵化县阁老湾主持召开区党分委会议，决定扩大抗日根据地的范围。会后，李运昌率部开辟了鲁家峪根据地，周文彬率部巩固扩大丰滦迁，包森率部新辟盘山根据地，形成三区连成片的局面:130-132:140。
1941年11月，日军开启了“第三次治安强化运动”，企图借治安军之力摧毁冀东抗日根据地。11月下旬，周文彬在热河宽城县王厂沟的冀东区党分委会议上对形式作出判断后，提出消灭治安军的战略。冀东抗日联军在治安军还未站稳脚就发起了猛攻，先后作战23次，以较少的伤亡歼灭治安军5000余人，缴获大量枪支弹药和其它军用物资，粉碎了日军企图通过治安军“以华治华”的打算。:167-174
随着冀东抗日根据地的不断发展，各种抗日队伍的规模发展到了一二十万的规模。军火供应成了问题。1940年初，周文彬开始带着两名警卫员用玻璃瓶、铁皮、石头等研制简易手榴弹、地雷等军火，后又在潘家峪等地组建土兵工厂。1942年，周文彬去晋察冀军区开会，特意拜访负责军区军工工作的昔日老友张珍。他在军区兵工厂参观学习了十多天，准备回冀东后也建两个正规的兵工厂，以实现根据地军火的自给自足。张珍对他很支持，建议他给晋察冀边区司令聂荣臻写个报告，说是得到批准后，会派个专家组前往帮助。回到冀东后，周文彬建兵工厂的建议也得到了李运昌的支持，帮他写了报告。很快张珍便派来专业技术人员帮助建立起冀东兵工厂，批量生产手榴弹、地雷和子弹等。1943年夏，冀东地委改为冀热边特委，周文彬任特委常务和组织部长。1944年，冀东的中共党员人数已达到近10万人。:132-149:141

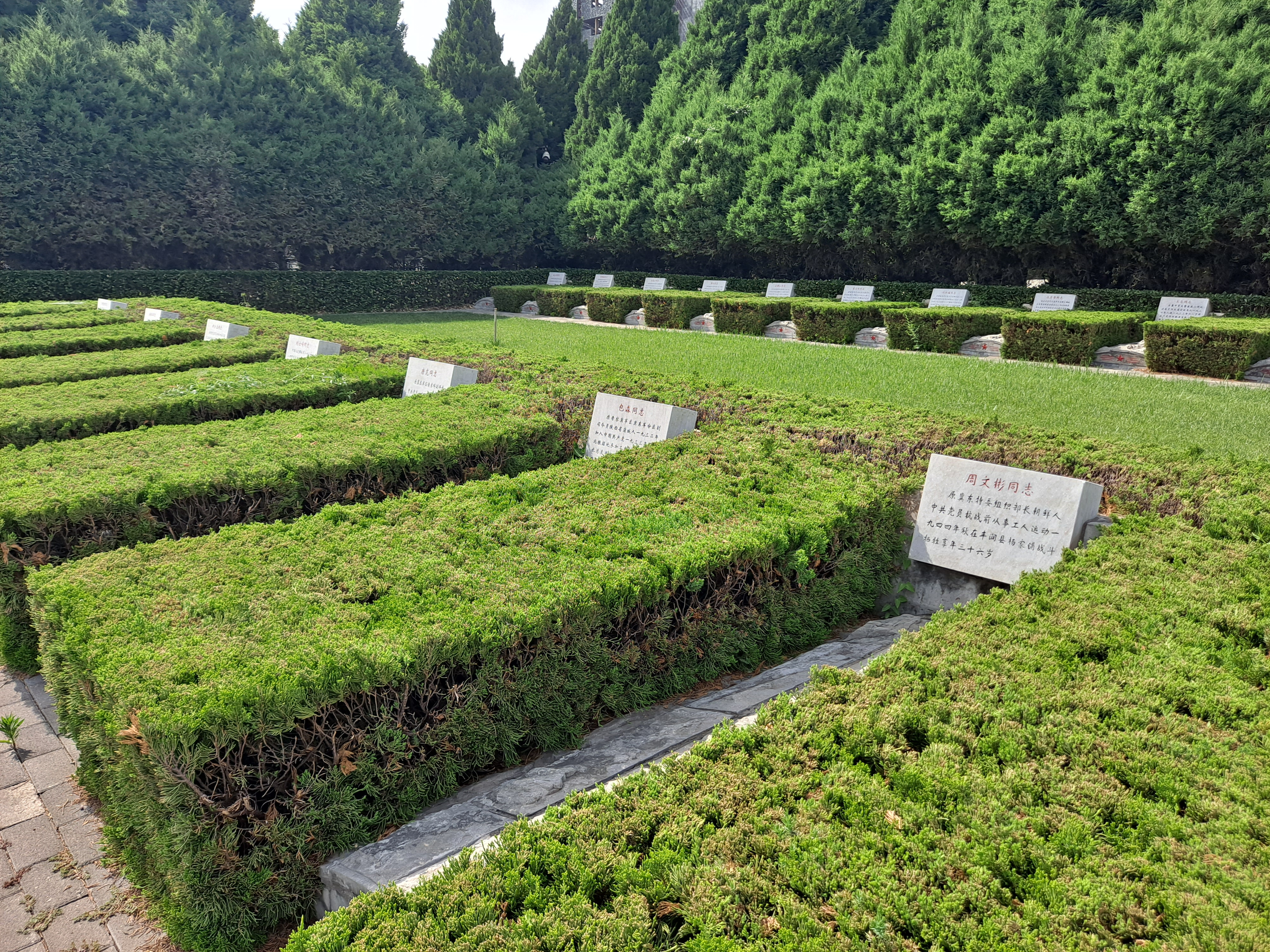
华北军区烈士陵园周文彬墓

1944年10月16日，周文彬在丰润县张庄子村与来自丰润、滦县、迁安的百余名干部开会讨论减租减息和雇工增资运动的问题。由于10月15日夜一名八路军侦察班班长被日军俘虏没能及时销毁重要文件，周文彬等人在丰润开会的情报被日军截获。10月16日，日军派出装备精良的独八旅团2700余人前来讨伐，与驻丰润1000余人的绥靖军将周文彬等800余人团团包围。周文彬带领队伍与独八旅团展开周旋，最后被逼到杨家铺村北马头山下。在突围期间，周文彬中弹牺牲，时年36岁。杨家铺战斗因武装力量相差悬殊，800余名中共干部和士兵，仅有120余人得以成功突围:210-231。周文彬牺牲后冀东有人作词《长相思》怀念他:“云一村，树一村，此日一家作比邻，东风处处春。山招魂，水招魂，犹叫人人常忆君，年深情更深:158。

## 纪念

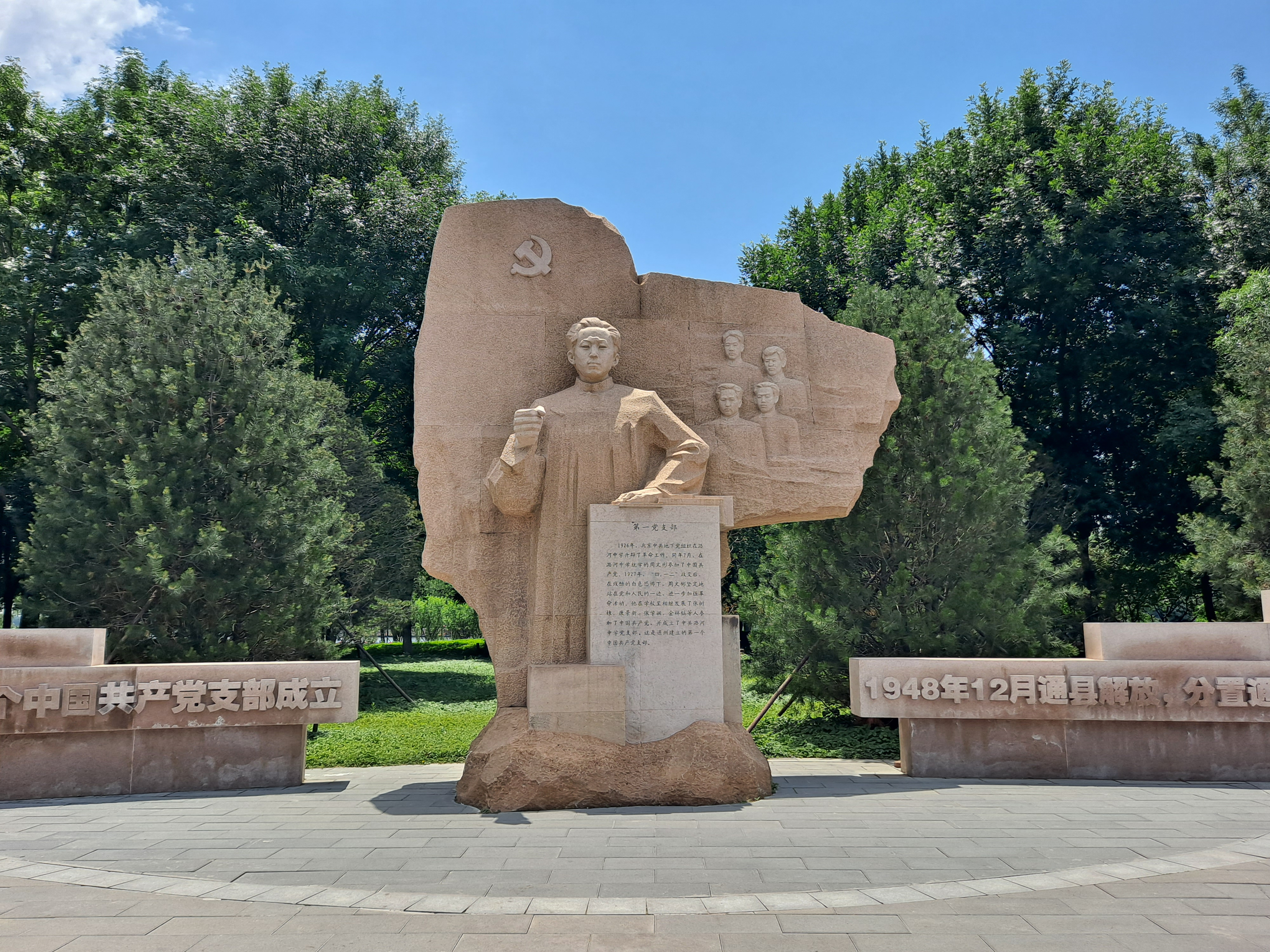
北京大运河森林公园内的周文彬和第一党支部塑像

- 北京通州区潞河中学校园内建有周文彬半身铜像[18]，“文彬路”[7][19]，以及周文彬、蔡德辰、杨玉林、王立功等七位烈士的纪念碑[20]
- 北京通州区大运河森林公园建有周文彬和通州第一党支部的雕塑[21]
- 河北石家庄市华北军区烈士陵园建有周文彬墓和半身铜像[22][23]
- 河北唐山市冀东烈士陵园建有周文彬半身铜像和原墓遗迹[24]:20[25]
- 2015年8月入选著名抗日英烈、英雄群体名录[26]